# Hadula leucheima
Hadula leucheima är en fjärilsart som beskrevs av Charles Boursin 1963. Hadula leucheima ingår i släktet Hadula och familjen nattflyn. Inga underarter finns listade i Catalogue of Life.